# Timothy Morton
Timothy Bloxam Morton (Londra, 19 giugno 1968) è un filosofo e scrittore britannico, sostenitore del cosiddetto "movimento filosofico orientato agli oggetti", il cui lavoro esplora l'intersezione tra il pensiero orientato agli oggetti e gli studi ecologici.
L'uso da parte di Morton del termine "iperoggetto" è stato ispirato dal singolo di Björk Hyper-Ballad del 1996, anche se in realtà tale termine (che denota entità non locali n-dimensionali) veniva già utilizzato nell'informatica a partire dagli anni sessanta, e lo utilizzava per identificare degli oggetti così massicciamente distribuiti nel tempo e nello spazio da trascendere la localizzazione, come ad esempio il cambiamento climatico.

## Biografia
Morton si laurea in inglese presso il Magdalen College di Oxford con una tesi intitolata "Reimmaginare il corpo: Shelley e i linguaggi della dieta", in cui ha descritto la rappresentazione della dieta, della temperanza e del consumo nelle opere di Percy Bysshe Shelley. Secondo Morton, la decisione di studiare la letteratura inglese, in contrapposizione ai classici più accademicamente alla moda, derivava dal desiderio di impegnarsi con modalità di pensiero che si evolvevano a livello internazionale, inclusi, secondo lui, tutti i tipi di filosofia continentale che all'epoca non erano molto diffusi in Inghilterra, con la guerra contro la 'teoria' e tutto il resto.
Ha insegnato alla Università di Davis in California, in quella di New York e all'Università di Boulder in Colorado prima di ottenere la cattedra di inglese all'Università Rice.

### Attività letteraria

#### Studi sulla dieta
Nel 1994 pubblica il suo primo libro dal titolo Shelley e la rivoluzione del gusto: il corpo e il mondo naturale, in cui presenta idee riportate nella sua tesi di dottorato. Indagando su come il cibo sia arrivato ad essere definito come una prospettiva ideologica tra la fine del XVIII e l'inizio del XIX secolo, il libro di Morton è un tentativo di critica culturale "verde", in cui i corpi e le condizioni sociali o ambientali in cui appaiono sono correlati. Impiegando un'analisi prescrittiva di vari testi romantici, in particolare del saggio di Percy Bysshe Shelley Rivendicazione della dieta naturale (1813), Morton sostiene che gli elementi retorici figurativi di questi testi dovrebbero essere letti non semplicemente come un gioco linguistico intelligente, ma come comandi per stabilire forme di consumo pratiche che sfidano le configurazioni ideologiche di come il corpo si rapporta alla normatività. Per Morton, le dinamiche di potere autoritario, i flussi di merci, la logica industriale e la distinzione tra i domini della natura e della cultura sono insiti nei discorsi sulla dieta articolati da Shelley. A sua volta, la prosa shelleyana riguardante le forme di consumo, in particolare il vegetarianismo, è letta come un appello alla riforma sociale e le discussioni figurative sull'intemperanza e l'intossicazione come moniti contro la tirannia.
Nel 2002 ha pubblicato una raccolta di riflessioni critiche e storiche sul Frankenstein scritto dalla moglie di Shelley, Mary, intitolata Mary Shelley's Frankenstein: A Routledge Study Guide and Sourcebook. Nel 2006 ha curato The Cambridge Companion to Shelley, una panoramica interdisciplinare dei temi, del linguaggio, della struttura narrativa, della filosofia letteraria e delle opinioni politiche di Percy Bysshe Shelley.

#### Teoria ecologica
A partire dal 2009 è impegnato in un progetto sostenuto di critica ecologica, enunciato principalmente in due opere, Ecology Without Nature (2009) e The Ecological Thought (2010), attraverso le quali viene problematizzata la teoria ambientale dal punto di vista dell'entanglement ecologico. Nel primo saggio, Morton propone che una critica ecologica debba essere spogliata della biforcazione tra natura e civiltà, o dell'idea che la natura esista come qualcosa che sostiene la civiltà, ma esista al di fuori delle mura della società.
Considerando la natura in senso presunto come un significante testuale arbitrario, Morton teorizza le rappresentazioni artistiche dell'ambiente come siti per aprire le idee della natura a nuove possibilità. Alla ricerca di una modalità estetica che possa spiegare il carattere differenziale, paradossale e non identificativo dell'ambiente, propone un metodo materialista di analisi testuale chiamato "poetica ambientale", in cui i testi artistici di ogni tipo sono considerati in termini di come gestiscono lo spazio in cui appaiono, sintonizzando così la sensibilità del loro pubblico a forme di rappresentazione naturale che contravvengono alla codificazione ideologica della natura come principio trascendente. La storicizzazione di questa forma di poetica permette di politicizzare l'arte ambientale e la sua ecomimesi, o autenticare l'evocazione dell'ambiente dell'autore, in modo tale che l'esperienza dei suoi fenomeni diventi presente e condivisa con il pubblico.
L'arte è anche un tema importante in The Ecological Thought, in cui Morton propone il concetto di "ecologia oscura" come mezzo per esprimere l'ironia, la bruttezza e l'orrore dell'ecologia. Dal punto di vista dell'ecologia oscura, non esiste un terreno teorico neutrale su cui articolare affermazioni ecologiche. Invece, tutti gli esseri sono sempre già implicati all'interno dell'ecologico, richiedendo un riconoscimento della differenza coesistenziale per far fronte alla catastrofe ecologica che, secondo Morton, è già avvenuta.

#### Ontologia orientata agli oggetti e iperoggetti
Morton è stato coinvolto nell'ontologia orientata agli oggetti dopo che i suoi scritti sull'ecologia sono stati favorevolmente confrontati con le idee del movimento. Un modo in cui il suo lavoro può essere distinto da altre varianti del pensiero orientato agli oggetti è la sua attenzione alla dimensione causale delle relazioni oggettuali. Contro le tradizionali filosofie causali, Morton sostiene che la causalità è una dimensione estetica delle relazioni tra oggetti, in cui l'esperienza sensoriale non indica un accesso diretto alla realtà, ma piuttosto un'inquietante interruzione del falso equilibrio ontico di un sistema interoggettivo. La causalità, in questa visione, è ritenuta simile a un'illusione o semplicemente "magica", formando il nucleo di ciò che Morton definisce "magia realista".
In The Ecological Thought, Morton ha utilizzato il termine "iperoggetti" per descrivere oggetti che sono così massicciamente distribuiti nel tempo e nello spazio da trascendere la specificità spaziotemporale, come il riscaldamento globale, il polistirolo e il plutonio radioattivo. A questi iperoggetti vi ha assegnato cinque principali caratteristiche:
- Viscosità: gli iperoggetti aderiscono a qualsiasi altro oggetto che toccano, indipendentemente da quanto un oggetto cerchi di resistere. In questo modo, gli iperoggetti prevalgono sulla distanza ironica, nel senso che più un oggetto cerca di resistere a un iperoggetto, più diventa incollato all'iperoggetto.
- Ondulazione temporale: gli iperoggetti sono così massicci da confutare l'idea che lo spaziotempo sia fisso, concreto e coerente.
- Non-località: gli iperoggetti sono distribuiti in modo massiccio nel tempo e nello spazio al punto che la loro totalità non può essere realizzata in nessuna particolare manifestazione locale. Ad esempio, il riscaldamento globale è un iperoggetto che influisce sulle condizioni meteorologiche, come la formazione di tornado. Secondo Morton, tuttavia, le entità non avvertono il riscaldamento globale, ma sperimentano invece i tornado che causano danni in luoghi specifici. Pertanto, la non-località descrive il modo in cui un iperoggetto diventa più sostanziale delle manifestazioni locali che produce.
- Phasing: gli iperoggetti occupano uno spazio dimensionale superiore a quello che le altre entità possono normalmente percepire. Pertanto, gli iperoggetti sembrano andare e venire nello spazio tridimensionale, ma apparirebbero in modo diverso se un osservatore potesse avere una visione multidimensionale superiore.
- Interoggettività: gli iperoggetti sono formati da relazioni tra più di un oggetto. Di conseguenza, le entità sono solo in grado di percepire l'impronta di un iperoggetto su altri oggetti, rivelati come informazione. Ad esempio, il riscaldamento globale è formato dalle interazioni tra il sole, i combustibili fossili e l'anidride carbonica, tra gli altri oggetti. Eppure il riscaldamento globale è reso evidente attraverso i livelli di emissioni, i cambiamenti di temperatura e i livelli degli oceani, facendo sembrare che il riscaldamento globale sia un prodotto di modelli scientifici, piuttosto che un oggetto che precede la sua stessa misurazione.

Secondo Morton, gli iperoggetti non solo diventano visibili durante un'epoca di crisi ecologica, ma allertano gli esseri umani sui dilemmi ecologici che definiscono l'epoca in cui vivono. Inoltre, la capacità esistenziale degli iperoggetti di sopravvivere a una svolta verso valori culturali meno materialistici, unita alla minaccia che molti di questi oggetti rappresentano per la materia organica (quello che Morton chiama "un'inversione demoniaca delle sostanze sacre della religione"), conferisce loro una potenziale qualità spirituale, in cui il loro trattamento da parte delle società future potrebbe diventare indistinguibile dalla cura reverenziale.
Sebbene il concetto di iperoggetti sia stato ampiamente adottato da artisti, critici letterari e alcuni filosofi, è stato oggetto anche di alcune critiche. Ad esempio Ursula Heise, professoressa e coordinatrice del dipartimento d'inglese e della facoltà di ambiente e sostenibilità dell'Università di Los Angeles, osserva che nella definizione di Morton tutto può essere considerato un iperoggetto, il che sembra rendere il concetto in qualche modo privo di significato, per non parlare dell'impossibilità di definirlo chiaramente. Di conseguenza, Heise sostiene che Morton fa "così tante affermazioni autoannullanti sugli iperoggetti che un'argomentazione coerente svanisce, come i polpi che scompaiono in diversi capitoli nelle loro nuvole di inchiostro, la metafora preferita di Morton per il ritiro di oggetti dalla presa della conoscenza umana".

## Opere
- Shelley and the Revolution in Taste: The Body and the Natural World, Cambridge, Cambridge University Press, 1994.
- Radical Food: The Culture and Politics of Eating and Drinking, 1790-1820, Londra, Routledge, 2000.
- The Poetics of Spice: Romantic Consumerism and the Exotic, Cambridge, Cambridge University Press, 2000.
- Mary Shelley's Frankenstein: A Routledge Study Guide and Sourcebook, Londra, Routledge, 2002.
- Radicalism in British Literary Culture, 1650-1830, Cambridge, Cambridge University Press, 2002.
- Cultures of Taste/Theories of Appetite: Eating Romanticism, Londra, Palgrave Macmillan, 2004.
- The Cambridge Companion to Shelley, Cambridge, Cambridge University Press, 2006.
- Ecology Without Nature: Rethinking Environmental Aesthetic, Cambridge, Harvard University Press, 2007.
- The Ecological Thought, Cambridge, Harvard University Press, 2010.
- Realist Magic: Objects, Ontology, Causality, Londra, Open Humanities Press, 2013.
- Iperoggetti. Filosofia ed ecologia dopo la fine del mondo, Minneapolis, University of Minnesota Press, 2013.
- Nothing: Three Inquiries in Buddhism, Chicago, University of Chicago Press, 2015.
- Ecologia oscura. Logica della coesistenza futura, Columbia University Press, 2016.
- Humankind. Solidarietà ai non-umani, Londra, Verso Books, 2017.
- Noi, esseri ecologici, Londra, Pelican Books, 2018.
- Come un'ombra dal futuro. Per un nuovo pensiero ecologico, Aboca Edizioni, 2019.
- Cosa sosteniamo? Pensare la natura al tempo della catastrofe, Aboca Edizioni, 2019.
- Spacecraft, Londra, Bloomsbury Publishing, 2021.
- E se domani. Kit di sopravvivenza per approdare al futuro, co-scritto con Alessandro Balducci, Paul Collier, Caterina Satta e Bernard Stiegler, Milano, Fondazione Giangiacomo Feltrinelli, 2021.
- Iposoggetti. Sul diventare umani, co-scritto con Dominic Boyer, Open Humanities Press, 2021.
- Ecologia come testo, testo come ecologia, Krisis Publishing, 2023.
- INFERNO: William Blake e la ricerca di un'ecologia cristiana, Timeo, 2025.